# Raffaella Petrini
Raffaella Petrini (15/1/1969) là một nữ tu Công Giáo người Ý, thuộc Dòng Phan Sinh Thánh Thể. Bà hiện là Chủ tịch Phủ Thống đốc Nhà nước Thành Vatican. Trước đó, Sơ Raffaella Petrini được bổ nhiệm làm Thư ký Phủ Thống đốc Thành Vatican vào tháng 11 năm 2021. Bà là người phụ nữ đầu tiên giữ chức Chủ tịch Phủ Thống đốc Nhà nước Thành Vatican, bắt đầu từ ngày 1 tháng 3 năm 2025.

## Cuộc đời
Raffaella Petrini sinh ra ở Roma vào ngày 15 tháng 1 năm 1969. Bà tốt nghiệp ngành Khoa học Chính trị tại Libera Università Internazionale degli Studi Sociali Guido Carli của Roma, sau đó bà lấy bằng tiến sĩ khoa học xã hội tại Đại học Giáo hoàng thánh Tô-ma Aquinô ở Roma. Cũng tại Giáo hoàng thánh Tô-ma Aquinô Sơ Raffaella Petrini đã giảng dạy với vai trò là giáo sư Kinh tế Phúc lợi và Xã hội học. Nữ tuơ Raffaella Petrini cũng có bằng Thạc sĩ về Khoa học Hành vi Tổ chức tại Trường Kinh doanh Barney, Hartford, Hoa Kỳ.
Từ năm 2015 đến năm 2019, Sơ Raffaella Petrini đã tham gia các khóa học về học thuyết xã hội và xã hội học về sức khỏe do Giáo hội Công Giáo tổ chức.

### Tại Vatican
Từ năm 2005, Raffaella Petrini là thành viên của của Bộ Loan báo Tin Mừng cho  các dân tộc.
Ngày 4 tháng 11 năm 2021, Giáo hoàng Phanxicô đã bổ nhiệm nữ tu Raffaella Petrini trở thành người phụ nữ đầu tiên và đồng thời cũng là thành viên không phải là giáo sĩ đầu tiên giữ chức vụ Tổng thư ký của Ủy ban Giáo hoàng về Nhà nước Thành phố Vatican. Đây là vị trí có thể được đồng hóa với chức vụ Phó thị trưởng Thành phố Vatican. Chức vụ này trong ngành hành pháp được xếp đứng thứ hai tại Quốc Gia Thành Vatican và chức vụ này cho đến ngày Sơ Raffaella Petrini đảm nhận luôn do một giám mục nắm giữ. Tân tổng Thư ký Phủ Thống đốc Raffaella Petrini cũng được Giáo hoàng Phanxicô chọn luật sư Giuseppe Puglisi-Alibrandi, sinh năm 1966, làm Phó Tổng Thư ký của Chính quyền nhằm hỗ trợ bà trong công việc. Theo quy chế của Vatican được sửa đổi năm 2018, chức vụ tổng thư ký của cơ quan hành pháp sẽ có nhiệm kỳ 5 năm và được phép thay thế chủ tịch trong trường hợp chủ tịch vắng mặt hoặc gặp trở ngại.

### Nhận xét
Theo Vatican News, việc lần đầu tiên một nữ tu được Giáo hoàng Phanxicô bổ nhiệm làm Tổng thư ký Phủ Thống Đốc Quốc gia thành Vatican cho thấy có  
| “ | Thêm một bước tiến mới trong chương trình của Đức Thánh Cha Phanxicô thăng tiến phụ nữ tại Vatican. | ” |